# INS Shankush
L'INS Shankush (pennant number : S45) est un sous-marin diesel-électrique de classe Shishumar de la marine indienne.

## Accident de 2010
Le navire est endeuillé par un accident survenu le 30 août 2010 à environ 60 milles marins (220 km) au large de Bombay, et qui coûte la vie à son commandant, le lieutenant commander (capitaine de corvette) Firdaus Darabshah Mogal. L’INS Shankush était alors déployé en préparation d’un exercice lorsqu’il a rencontré un problème technique, suffisamment grave pour que des membres d’équipage sortent tenter des réparations, malgré une mer très agitée. Une vague a balayé le pont du sous-marin et l’équipe de maintenance a été jetée à l’eau. Le Lt Cdr Mogal a pris la tête d’une équipe pour sauver les marins tombés par-dessus bord, mais il a été emporté par-dessus bord à son tour. La tête de Mogal a heurté la coque d’acier, causant un traumatisme crânien. Un hélicoptère a été envoyé depuis la base aéronavale INS Shikra, mais Mogal n’a pas pu être ranimé,. Le courage du Lt Cdr Mogal, qui a pensé à sauver la vie de ses hommes sans se préoccuper de sa propre sécurité, a été reconnu par le gouvernement de l'Inde. Celui-ci a décerné au Lt Cdr Mogal un Shaurya Chakra à titre posthume,. La médaille a été remise à sa veuve.